# Die Kathedrale
Die Kathedrale (Originaltitel Cathedral) ist ein Thriller-Roman des US-amerikanischen Schriftstellers Nelson DeMille, der 1981 veröffentlicht wurde.

## Handlung

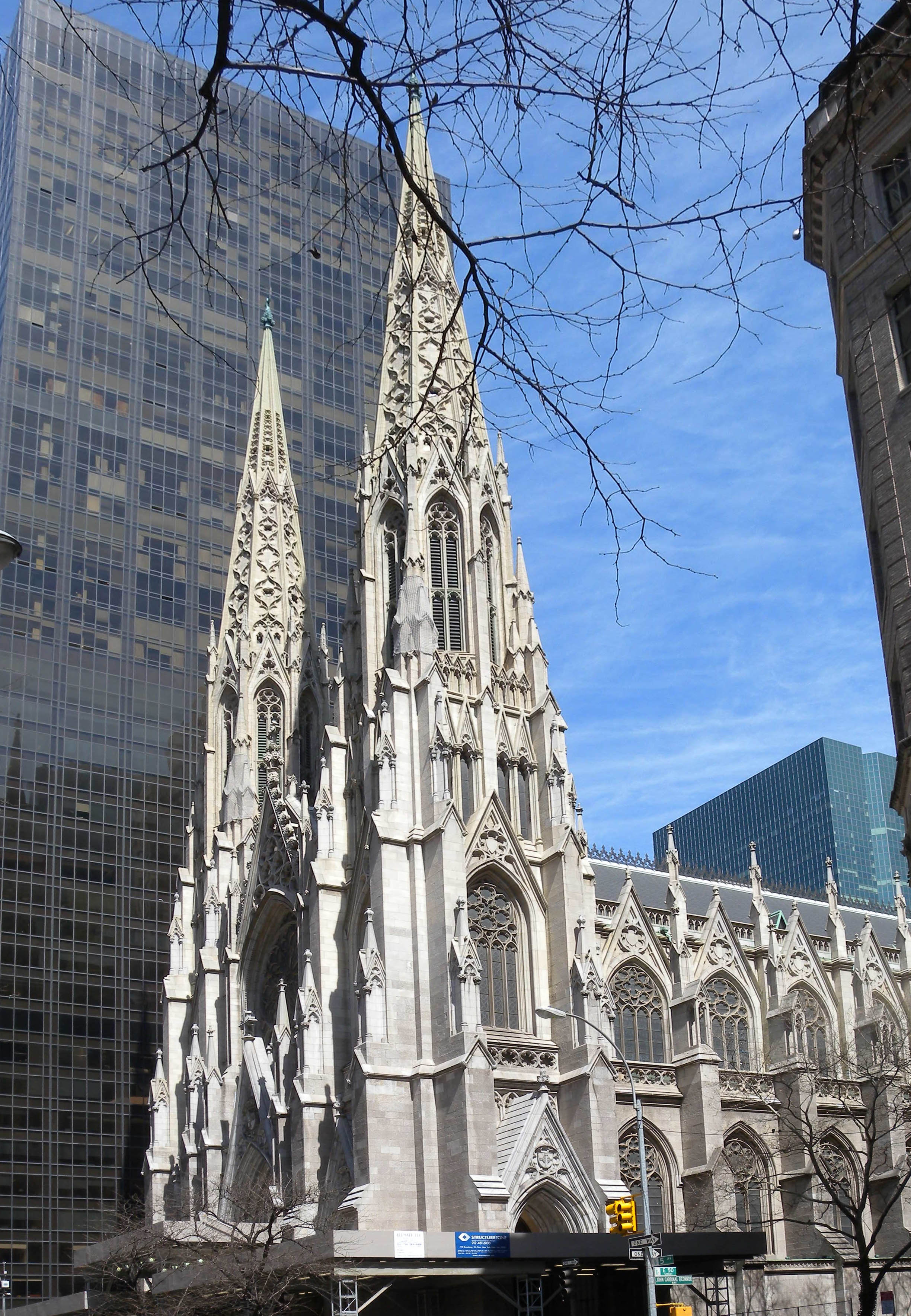
St. Patrick’s Cathedral, New York, Handlungsort des Thrillers Die Kathedrale

Die Handlung spielt in Nordirland und New York Ende der 1970er bzw. Anfang der 1980er Jahre.
Nach einer teilweise verpfuschten Hinrichtung zweier englischer Soldaten durch ein IRA-Kommando wird die einzige beteiligte Frau, Sheila Malone, durch britische Soldaten und Royal Ulster Constabulary verhaftet, vergewaltigt und anschließend wegen Hochverrats im berüchtigten Hochsicherheitsgefängnis von Long Kesh interniert, das bei den Katholiken Nordirlands auch unter dem Namen Dachau bekannt war.
Im Verhör mit dem kommandierenden Offizier des Security Service, Major Bartholomew Martin, stellt sich jedoch heraus, dass man eigentlich nur an dem Geliebten ihrer jüngeren Schwester Maureen interessiert ist, Brian Flynn, der als einer der Top-IRA-Kämpfer der jüngeren Generation gilt. Doch Sheila Malone gibt weder den Aufenthaltsort Flynns preis, noch lässt sie sich zur Falschaussage zwingen, dass dieser bei der Ermordung der beiden Soldaten dabei gewesen wäre.
Wenig später geraten Maureen und Bryan bei einem geplanten Angriff auf eine Patrouille der Royal Ulster Constabulary ihrerseits in einen Hinterhalt und können sich nur mit Mühe retten. Aufgrund ihrer Schussverletzung suchen sie Unterschlupf in der Weißdorn-Abtei bei Pater Donelly zwischen Squire's Hill und Mcllwahn's Hall. In einem Versteck jenseits der Krypta reifen in beiden völlig unterschiedliche Zukunftsvorstellungen: Während Bryan im Kellergewölbe des ehemaligen Keltischen Bruidean-Hauses innerlich noch radikalere Ansichten für sich formuliert und sich angesichts eines antiken Rings den neuen Decknamen Finn MacCumail in Analogie zu Fionn mac Cumhaill zulegt, plant Maureen den Ausstieg aus dem radikalen Kreis der IRA: sie möchte zumindest nach Dublin, wenn nicht gar in die USA gehen und dort mit friedlichen Mitteln für Nordirland agieren. Am Ende ihres Aufenthaltes trennen sich beider Wege.
Vier Jahre später startet Brian Flynns Kommando Fenier aus Ulster County in New York einen außergewöhnlichen Coup, indem er das innere Credo der IRA – niemals in den USA als Geldgeber eine Gewalttat zu verüben – bewusst verletzt, um seinen politischen Forderungen Nachdruck zu verleihen. Ausgerechnet am Saint Patrick’s Day, dem höchsten Feiertag der amerikanischen Iren, will er die St.-Patricks-Kathedrale samt Insassen in seine Gewalt bringen und damit beide Regierungen erpressen. Als Priester verkleidet deponiert er bereits einen Sprengsatz im Glockenturm.
Der einzige Polizist, der außerhalb der Geheimdienste einen Anflug einer Ahnung der drohenden Gefahr hat, ist Detective Lieutenant Patrick Burke vom Intelligence Service, der durch einen seiner Informanten, Jack Ferguson, einen alten marxistischen Offizier der Official Irish Republican Army, zumindest vor der Ankunft dieser Truppe gewarnt wurde.
Doch auch Maureen Malone weilt in New York als offizielle Vertreterin von Amnesty International, wo sie im Beisein des britischen Generalkonsuls, Sir Harold Baxter, und des Kardinals von New York, Terence James Cooke, über ihr Engagement für die inhaftierten Frauen und Kinder in Nordirland sprechen soll. Da auch dies im Umfeld der Kathedrale geschehen wird, werden sich alle Schicksalswege verhängnisvoll kreuzen, denn auch Major Martin nimmt Kontakt zu Burke auf.
Bereits zu Beginn der Parade hat Flynn seine Ablenkungsmanöver wie Gegendemonstrationen der Oranier organisiert, um mit seinen zwölf Männern und Frauen, die allesamt Angehörige in Long Kesh haben, die Kathedrale besetzen zu können. Ein vermeintlicher Feueralarm erleichtert ihnen ihre Arbeit, sodass sich schließlich neben dem Kardinal, Baxter, Malone und Pater Murphy noch eine weitere Geisel in ihrer Gewalt befindet. Die Portale sind mit Ketten verschlossen und vermint, in den Türmen, auf den Triforien und der Empore Scharfschützen postiert und in der Krypta massive Sprengladungen deponiert, um den Forderungen Nachdruck zu verleihen. Die Kommunikationskette der Polizei wird durch einen Störsender unterbrochen.
Die folgenden Verhandlungen werden allein schon durch die vermeintliche Unannehmbarkeit der Forderungen – Freilassung der in Long Kesh Inhaftierten, Straffreiheit und freier Abzug – und das Kompetenzgerangel der Regierungen und lokalen Behörden erschwert. Allmählich beginnt sich herauszukristallisieren, dass Martin ein eigenes Szenario verfolgt: Nach einer früheren Verhaftung Flynns gab er diesem erst den Plan und schließlich auch die Geldmittel in die Hand, um mit Hilfe dieses Terroranschlags die amerikanische Öffentlichkeit gegen die Iren einzunehmen, aber Flynn und sein Begleiter Hickey, ein Veteran des irischen Widerstands, verfolgen andere Ziele.

## Ausgaben
- Nelson DeMille: Cathedral. Delacorte Press, New York 1981, ISBN 0-440-01140-X.
- Nelson DeMille: Die Kathedrale. Aus dem Englischen von Susanne Lepsius, Scherz Verlag, Bern 1982
- Nelson DeMille: Die Kathedrale. Ullstein, Berlin, 3. Auflage 2005, ISBN 3-548-25073-4.

## Rezensionen
„Das Besondere an diesem Roman ist das Aufeinandertreffen der verschiedenen Charaktere in dieser Extremsituation. Die Beweggründe und Handlungen werden von allen Seiten durchleuchtet und glaubwürdig dargestellt. Auch die Existenz der Fenier-Gruppe ist kein absurdes Hirngespenst, bedenkt man die Abspaltung der Real IRA, die Ende der 90er Jahre die Friedensbemühungen in Nordirland erschwert hat. Das Buch ist aber fast zwanzig Jahre zuvor geschrieben worden, der Autor hatte in seinem Phantasieprodukt erschreckenden realistischen Weitblick erwiesen. Auf jeden Fall kennt sich der Autor in dem Thema aus, was an vielen Details und Andeutungen aus der nordirischen Situation deutlich wird. Ein kleiner Wermutstropfen ist, dass der Autor der Dramatik zuliebe an manchen Stellen die Glaubwürdigkeit geopfert hat.“